# Robert Banks Stewart
Pour les articles homonymes, voir Robert Stewart, Banks et Stewart.
Robert Banks Stewart est un scénariste écossais, né le 16 juillet 1931 à Édimbourg et mort le 14 janvier 2016. Il est principalement connu dans les années 1960 à 1980 pour ses scénarios pour des séries-télé de science-fiction, pour la création des Zygons dans Doctor Who et des Soap opera, parfois sous le nom de Robert Stewart pour la BBC ou ITV.

## Carrière
Il commence sa carrière dans les années 1950 en devenant l'un des plus jeunes journalistes que le journal local ait connus. Ayant de nombreuses idées pour les séries-télé, il devient story editor (en) aux Pinewood Studios. Il devient scripte à la fin des années 1950 et travaille pour des séries telles que Destination Danger, The Human Jungle, Top Secret et Chapeau melon et bottes de cuir ("Les Aigles" (The Masterminds) et "La danse macabre" (The Quick Quick Slow Death). Il contribuera aussi à des scripts de Edgar Wallace Mysteries.
Il se tourne ensuite vers la chaîne Thames Television et écrit pour des séries telles que Callan, Special Branch, Regan et Owner Occupied. Pour HTV, il écrira 5 épisodes de Arthur, roi des Celtes. Stewart écrira trois épisodes de la série de science-fiction de la BBC Doctor Who: « Terror of the Zygons » (1975) (dans lequel il se sert de ses origines écossaises pour raconter une histoire sur le Monstre du Loch Ness) « The Seeds of Doom » (1976) et « The Talons of Weng-Chiang » (1977) qu'il coécrit avec Robert Holmes.
À la fin des années 1970, il crée la série Shoestring (1979-80) qui durera deux ans sur l'antenne de la BBC et continuera sur la série d'enquête Bergerac (1981-89). Il écrira aussi pour les séries Hannay (5 épisodes, 1988), The Darling Buds of May (4 épisodes), Lovejoy (10 épisodes) et Call Me Mister. Après la production de la série My Uncle Silas (2001-2003 avec Albert Finney), il prend sa retraite.
Il meurt d'un cancer à l'âge de 84 ans.

## Ascendance
Roberts Banks Stewart est un descendant du botaniste Joseph Banks.